# Oana Manea
Oana Andreea Manea, née le 18 avril 1985 à Bucarest, est une joueuse internationale roumaine de handball.

## Palmarès

### En club
compétitions internationales
- vainqueur de la Ligue des champions en 2016 (avec CSM Bucarest)
- finaliste de la Ligue des champions en 2010 (avec Râmnicu Vâlcea)
- vainqueur de la Coupe des vainqueurs de coupe en 2007 (avec Râmnicu Vâlcea)

compétitions nationales
- championne de Roumanie en  2007, 2008, 2009, 2010, 2011, 2012 et 2013 (avec Râmnicu Vâlcea), 2015, 2016, 2017 et 2018 (avec CSM Bucarest)
- championne de Slovénie en 2014 (avec RK Krim)
- vainqueur de la coupe de Roumanie en 2007 et 2011 (avec Râmnicu Vâlcea), 2016, 2017 et 2018 (avec CSM Bucarest)
- vainqueur de la coupe de Slovénie en 2014 (avec RK Krim)

### Avec la sélection roumaine
championnat du monde
- médaille de bronze du Championnat du monde 2015

championnat d'Europe
- médaille de bronze du Championnat d'Europe 2010